# Mahmudiye
Mahmudiye là một huyện thuộc tỉnh Eskişehir, Thổ Nhĩ Kỳ. Huyện có diện tích 678 km² và dân số thời điểm năm 2007 là 9144 người, mật độ 13 người/km².